# جوش غارسيا
جوش غارسيا (بالإنجليزية: Josh García)‏ هو لاعب كرة قدم دومينيكاني، ولد في 28 يوليو 1993 في ماساتشوستس في الولايات المتحدة. لعب مع اوكلاهوما سيتي أنرجي.

## وصلات خارجية
- جوش غارسيا على موقع قاعدة بيانات كرة القدم.إي يو (الإنجليزية)
- جوش غارسيا على موقع ناشيونال فوتبول تيمز (الإنجليزية)
- جوش غارسيا على موقع Soccerway.com (الإنجليزية)
- جوش غارسيا على موقع عالم كرة القدم.نت (الإنجليزية)